# Metagonimus miyatai
Metagonimus miyatai ist ein zu den Saugwürmern gehörender Parasit aus der Familie der Heterophyidae. Beim Menschen ist er in Korea und Japan einer der Auslöser der Metagonimose.

## Lebenszyklus und Wirte
Wie alle Heterophyidae hat Metagonimus takahashii zwei Zwischenwirte. Erster sind Schnecken der Gattung Semisulcospira und Koreanomelania nodifila. Zweiter Zwischenwirt sind Süßwasserfische wie Japanischer Drachenfisch, Zacco temminckii, Ayu, Tribolodon hakonensis, Tribolodon taczanowskii, Chinesischer Raubkarpfen und Phoxinus steindachneri. Natürliche Endwirte sind Hund, Rotfuchs, Nyctereutes viverrinus und Schwarzmilan. Experimentell lassen sich auch Nagetiere infizieren.
Infektionen des Menschen kommen durch den Verzehr von ungenügend gegartem Süßwasserfischen vor, vor allem durch den Verzehr von Japanischem Drachenfisch.

## Merkmale
Der Körper ist flach oval und im vorderen Teil mit schuppenartigen Dornen besetzt. Der Körper ist 867 bis 1300 µm lang und 400 bis 627 µm breit. Der Mundsaugnapf ist 41–65 × 61–93 µm groß. Der querovale Bauchsaugnapf ist 85–131 × 65–90 µm groß und liegt rechts am Übergang von ersten zum zweiten Körperviertel. Der Präpharynx ist klein, der Pharynx birnenförmig. Der Ösophagus ist 49–120 µm lang und teilt sich dann in die beiden Blinddärme. Die beiden ovalen Hoden liegen schräg hintereinander in der hinteren Körperhälfte und sind durch eine Uterusschlinge voneinander getrennt. Dotterstöcke erstrecken sich bis zum zweiten Drittel des rechten Hodens. Die Vesicula seminalis liegt in der Medianen links vom Bauchsaugnapf und ist 51–173 × 123–418 µm groß. Das unregelmäßig ovale Receptaculum seminis liegt rechts vom Ovar. Das elliptische Ovar ist 84–146 × 86–124 µm groß. Der Uterus nimmt den gesamten freien Raum im Hinterkörper ein und reicht bis an das Körperende.
Die Eier sind im Mittel 29,4 × 17,4 µm groß. Die Metazerkarien sind 153–185 µm lang und 140–158 µm breit.
Charakteristische Merkmale von Metagonimus miyatai sind die beiden deutlich voneinander getrennten Hoden, von denen der hintere dicht an der hinteren Körperwand lokalisiert ist, und dass sich die Dotterfollikel niemals hinter den hinteren Hoden erstrecken. Die Eigröße liegt zwischen der von Metagonimus yokogawai and Metagonimus takahashii.